# Gaite Jansen
Gaite Jansen, född 1991 i Rotterdam, är en nederländsk skådespelare. För sin insats i filmen 170 Hz, där hon spelade en av två döva tonåringar som upplever kärlek för första gången, nominerades hon till den Gyllene Kalven, Nederländernas främsta pris för filmskådespelare.

## Filmografi (i urval)
- 2011 – Sonny Boy
- 2011 – 170 Hz
- 2013 – Hoe duur was de suiker
- 2016 – Peaky Blinders (TV-serie)
- 2017 – Line of Duty (TV-serie)
- 2019 – Jett (TV-serie)
- 2024 – Babygirl